# Pamela Phatsimo Sunstrum
Pamela Phatsimo Sunstrum, née en 1980 à Mochudi, est une artiste botswanaise qui réside à Johannesburg en Afrique du Sud.

## Biographie
Après avoir déménagé tous les deux ans pendant son enfance dans divers pays d'Afrique et d'Asie du Sud-Est, Pamela Phatsimo Sunstrum arrive aux États-Unis en 1998. Elle obtient un Bachelor of Arts avec spécialité en études internationales et en cultures trans-nationales, à l'université de Caroline du Nord à Chapel Hill en 2004. En 2007, elle obtient un Master of Fine Arts au Maryland Institute College of Art (en) de Baltimore, ainsi qu'une bourse d'études d'une année à l'École de peinture et sculpture de Skowhegan (en), dans le Maine. Elle réside ensuite à Baltimore dans le cadre d'une résidence artistique à la Creative Alliance de Baltimore. En 2010, elle s'installe à Johannesburg, où elle rejoint l'Université du Witwatersrand. Elle y enseigne dans le département d'histoire de l'art et mène des travaux de recherche au Centre for the Creative Arts of Africa. 
En 2013, elle donne avec Thenjiwe Niki Nkosi une performance intitulée If you do it right à Nantes.
Un de ses dessins, Tangle, exposé à l'exposition see you again à la Marcia Wood Gallery en 2009, est repris par Pascal Lièvre dans son Atlas féministe 2016/2017 composé de dessins de paillettes mauves.

## Œuvre
Inspirée par la mythologie et la science, les origines du temps, Pamela Phatsimo Sunstrum réfléchit aux concepts géologiques et aux théories sur l'univers. Ses travaux sur papier, ses installations et ses vidéos en stop-motion prennent source dans son autobiographie, abordant le développement des idées transnationales, des connexions humaines et des rituels transfrontaliers.
Pamela Phatsimo Sunstrum explore la façon dont l'identité se développe dans des contextes géographiques et culturels. Ses dessins de paysages narratifs qui semblent à la fois futuristes et anciens, oscillent entre des représentations figuratives et fantastiques de paysages volcaniques, souterrains, cosmologiques et escarpés.
Ayant vécu en Afrique, en Asie du Sud-Est et aux États-Unis, Pamela Phatsimo Sunstrum a développé un alter-ego, Asme, pour transmettre son identité évolutive. L'image d'Asme est intégrée dans des jeux de dédoublement qui font se chevaucher des gestes, comme un moyen de suggérer un temps décomposé, illustrant son existence universelle et intemporelle. Les paysages de Sunstrum s'étendent aussi sur des thèmes d'intemporalité; elle reconstruit des sites à la fois réels et imaginaires pour révéler la petite échelle des individus au sein du vaste univers, un concept qui rappelle les notions du sublime du XVIIIe siècle.
Pamela Phatsimo Sunstrum développe également une réflexion sur le futur de l'Afrique, par exemple en évoquant l'utilité de l'imaginaire pour concevoir des futurs possibles, en particulier à l'aide de la science fiction,.

## Expositions solo
- Omphalos, Interlochen Center for the Arts, Interlochen, États-Unis, 2016.
- Polyhedra, Tiwani Contemporary, Londres, Royaume-Uni, 2016
- Beacon, Visual Arts Network of South Africa (VANSA), Johannesburg, Afrique du Sud, 2015.
- ab initio, Davidson College, Davidson, États-Unis, 2013.
- pamelaphatsimosunstrum, Conduit Gallery, Dallas, États-Unis, 2010.
- audax/viator, Arlington Arts Center, Arlington, États-Unis, 2009.
- see you again, Marcia Wood Gallery, Atlanta, États-Unis, 2009.
- Soft Animal, Minstallation Gallery, Baltimore, États-Unis, 2009.